# تل توانگر
تل توانگر مربوط به دوران‌های تاریخی پس از اسلام است و در خنج، محله قلا کویه واقع شده و این اثر در تاریخ ۲۵ اسفند ۱۳۷۹ با شمارهٔ ثبت ۳۲۶۴ به‌عنوان یکی از آثار ملی ایران به ثبت رسیده است.